# Havre (Montana)
Havre város az USA Montana államában, Hill megyében, melynek megyeszékhelye is. Lakosainak száma 9362 fő (2020. április 1.).

## Népesség
A település népességének változása:

| 2010 | 9 310 |
| 2020 | 9 362 |